# Нерешённые проблемы лингвистики
Некоторые вопросы, перечисленные ниже, касаются нерешённых проблем лингвистики как таковых, то есть тех, для которых не существует решения. Другие могут быть обозначены как предмет дискуссий, следовательно, это те проблемы, единого решения для которых (пока) не существует, а имеются только мнения отдельных лингвистических школ и учёных.

## Общие представления
- Есть ли универсальное определение слова?
- Есть ли универсальное определение предложения?
- Существуют ли универсальные грамматические категории, которым подчиняются все языки?
- Следуют ли одинаковым принципам морфемы (составляющие элементы слова) и синтагмы (смысловые элементы предложения)?
- Возможно ли формально разграничить языки и диалекты?
- Как появилась грамматика?
- Как возникли креольские языки?

## Языки
- Происхождение языка и происхождение речи всё ещё являются главными нерешёнными проблемами, даже после многовековых попыток разобраться в этих вопросах.
- Неклассифицированные языки (языки, чья генетическая принадлежность не выяснена, главным образом из-за нехватки материала) составляют около 38 из 6000—7000 живых на данный момент языков.
- Отдельный случай представляют изолированные языки, которые показывают отсутствие связей с другими языками.
- Нерасшифрованные письменности.

## Психолингвистика
- Происхождение языка
  - Возникновение грамматики[1]
- Усвоение языка:
  - Усвоение первого языка детьми (начальное усвоение языка). Как именно / посредством чего дети учат язык? Дискуссия ведётся между двумя точками зрения: первая — психологический нативизм, то есть представление, что способность к языку «вшита» в мозг человека изначально, и вторая — обучение языку с «чистого листа», мнение, что язык мозгу не свойственен сам по себе, а приобретается в результате взаимодействия с окружающим миром. Иначе говоря, это обсуждение проблемы «врождённость или приобретённость».
  - Механизм усвоения языка (англ. Language Acquisition Device): как язык располагается в мозгу? Есть ли особая зона в мозгу, ответственная за развитие языковых способностей, или язык занимает «чужие» области?
  - Почему способности изъясняться на иностранном языке, для тех, кто изучил его, в конечном счёте несколько меньше, чем способности тех, для кого он нативен, вне зависимости от лингвистических способностей обучившихся?
  - Усвоение языка животными: насколько можно обучить животных языку (например, синтаксису)? Среди методов коммуникации у животных, про сколько и про какие можно сказать, что они имеют те же или сходные черты, что и человеческие языки?
- Общий вопрос: возможно ли провести психолингвистические эксперименты, отвечающие на эти вопросы?
- Гипотеза Сепира — Уорфа: как влияет структура языка на мировосприятие и воззрения его носителей, а также на их когнитивные процессы.

## Перевод
- Есть ли объективные критерии качества перевода?[2]